# Asota deliana
Asota deliana là một loài bướm đêm trong họ Erebidae.